# Loretto (Tennessee)
Loretto é uma cidade localizada no estado norte-americano de Tennessee, no Condado de Lawrence.

## Demografia
Segundo o censo norte-americano de 2000, a sua população era de 1665 habitantes.
Em 2006, foi estimada uma população de 1701, um aumento de 36 (2.2%).

## Geografia
De acordo com o United States Census Bureau tem uma área de
9,7 km², dos quais 9,7 km² cobertos por terra e 0,0 km² cobertos por água. Loretto localiza-se a aproximadamente 241 m acima do nível do mar.

## Localidades na vizinhança
O diagrama seguinte representa as localidades num raio de 24 km ao redor de Loretto.